# Geschützter Landschaftsbestandteil Hecke in der Kleingartenanlage Am Ruhhof

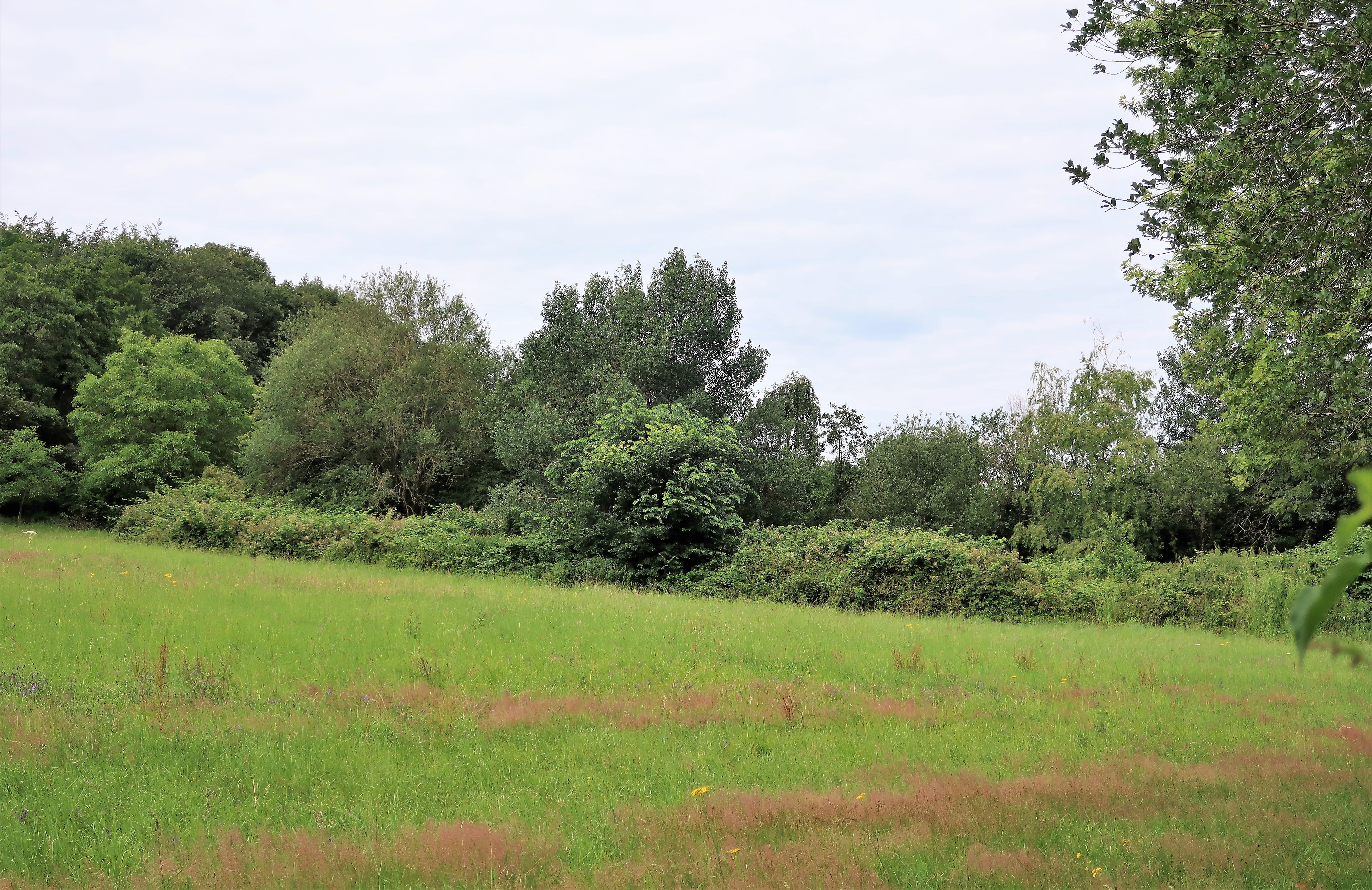
Geschützter Landschaftsbestandteil Hecke in der Kleingartenanlage Am Ruhhof

Der Geschützte Landschaftsbestandteil Hecke in der Kleingartenanlage Am Ruhhof mit einer Flächengröße von 0,34 ha befindet sich auf dem Gebiet der kreisfreien Stadt Hagen in Nordrhein-Westfalen. Der LB wurde 1994 mit dem Landschaftsplan der Stadt Hagen vom Stadtrat von Hagen ausgewiesen.

## Beschreibung
Beschreibung im Landschaftsplan: „Es handelt sich um eine ca. 200 m lange Hecke in der Kleingartenanlage westlich von Funckenhausen.“

## Schutzzweck
Laut Landschaftsplan erfolgte die Ausweisung „zur Sicherung der Leistungsfähigkeit des Naturhaushalts durch Erhalt eines Nist-, Brut-, Nahrungs- und Rückzugsbiotops insbesondere für Vögel und Kleinsäuger.“